# Лонвейк, Джастин
Джа́стин Анто́ниус Ло́нвейк (нидерл. Justin Antonius Lonwijk; род. 21 декабря 1999, Тилбург, Северный Брабант) — нидерландский и суринамский футболист, полузащитник киевского «Динамо» и сборной Суринама. Выступает на правах аренды за нидерландский клуб «Фортуна».

## Клубная карьера
Лонвейк — воспитанник клуба ПСВ. 13 января 2017 года в матче против «Ден Босх» он дебютировал за дублирующий состав в Эрстедивизи. Летом 2019 года Лонвейк перешёл в «Утрехт». 4 августа в матче против «АДО Ден Хааг» он дебютировал в Эредивизи. В начале 2021 года Лонвейк для получения игровой практики был арендован датским клубом «Виборг». 12 февраля в матче против «Фредерисии» он дебютировал в Первом дивизионе Дании. 10 апреля в поединке против «Фредерисии» Джастин забил свой первый гол за «Виборг». По итогам сезона Лонвейк помог клубу выйти в элиту. По окончании аренды «Виборг» выкупил трансфер игрока. 18 июля в матче против «Норшелланна» он дебютировал в датской Суперлиге.
22 сентября 2022 года перешёл в киевское «Динамо», подписав с клубом пятилетний контракт.

## Международная карьера
В 2017 году в составе юношеской сборной Нидерландов Лонвейк принял участие в юношеском чемпионате Европы в Грузии. На турнире он сыграл в матчах против команд Болгарии и Португалии.